# Бэдуотер (сверхмарафон)
Сверхмарафон Бэ́дуотер (англ. Badwater Ultramarathon) — ежегодный сверхмарафон в Долине Смерти (Калифорния (США)), позиционирующий себя как «самый тяжёлый легкоатлетический пробег в мире».
Название пробега происходит от впадины Бэдуотер (86 м ниже уровня моря), стартовой точки марафона. Финиш — на склоне горы Уитни (2548 м над уровнем моря). Общая протяжённость дистанции — 135 миль (217 км) (146 миль (235 км) в 1987—1988). Организатор сверхмарафона — AdventureCORPS, Inc. После неофициальных 1977 и 1981 годов, в 1987 году пробег стал официальным (пять участников).

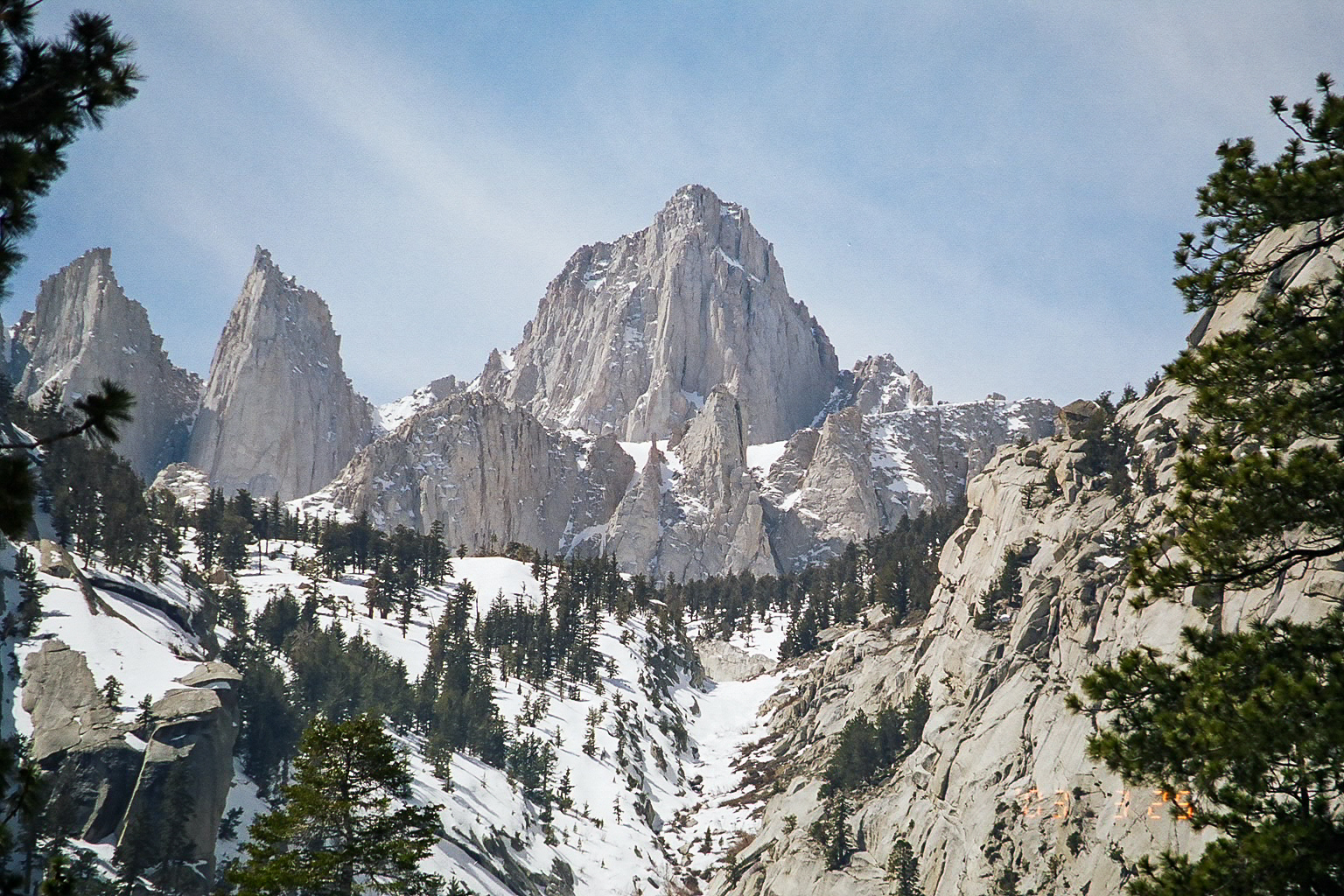
Вид с финишной точки сверхмарафона Бэдуотер

К участникам предъявляются высокие требования: опыт участия в двух забегах на 50 миль (80 км), либо одном 100-мильном (161 км) забеге; наличие группы сопровождения на машине.

## Предыстория
Первый переход по Долине Смерти протяженностью более 100 миль совершил в 1966 году Жан Пьер Маркан из Франции. Первыми прошли от Бэдуотера до горы Уитни (через опасные солончаки в Долине Смерти) в 1969 году Стэн Родефер и Джим Бернворт из Сан-Диего.

## История
Первый пробег состоялся в 1987 году в виде матча британской мужско-женской сборной против американской мужско-женской команды (1 мужчина + 1 женщина).
В 1989—1990 годах сестры-близнецы Барбара Альварес (Уоррен, Муне́, сценическое имя Барбара Анджели) и Анжелика Кастанеда (Дрейк) (американки австрийского происхождения; урождённые Мюллер) разделили первое место.
В 2002 году Пэм Рид (США) установила рекорд дистанции среди женщин и стала второй женщиной, ставшей победительницей пробега в общем зачёте. В 2003 году она повторно стала абсолютной победительницей.
Забег 2020 года был отменён из-за пандемии COVID-19 и землетрясения в регионе, которое вызвало оползень в зоне финиша.
В 2023 году Эшли Полсон (США) с женским рекордом дистанции 21:44.35 стала третьей женщиной, победившей в общем зачёте.

## Правила
Правила и маршрут пробега неоднократно менялись.
В первые годы проведения забега конкретный маршрут между Бэдуотером и Уитни не был указан, и бегуны могли разными способами срезать путь между стартом и финишем. В 1989 году Эдриан Крейн нёс на спине модифицированные лыжи. На них он пересёк солончаки, сократил дистанцию на 20 миль и был дисквалифицирован.
С 2000 года бегуны стартовали волнами в 6:00, 8:00 и 10:00. С 2015 года — в 20:00, 21:30 и 23:00; с 2023 в 20:00, 21:00 и 22:00.
Лимит времени забега от первоначальных 60 часов был в 2011 году понижен до 48 часов (28 часов на КП курорт Панаминт-Спрингс).
Финишёры получают пряжку для ремня и медаль; денежные призы отсутствуют. В 1994 году занявший второе место Марат Жыланбаев (Казахстан) получил от организаторов 500 долларов. В рамках пробега 2000 года прошёл матч между командами России и США (2 мужчины + 1 женщина). Призовой фонд в размере $2500 сформировали спонсоры российской команды.
Использование внутривенных жидкостей теперь[уточнить] запрещено.
Лимит числа участников — 100 человек, около 50 новичков и 50 ветеранов; женщины составляют 30 % участников. Они представляют около двадцати стран (24 в 2025 году). Финишируют примерно 80 % стартовавших.

## Другие пробеги

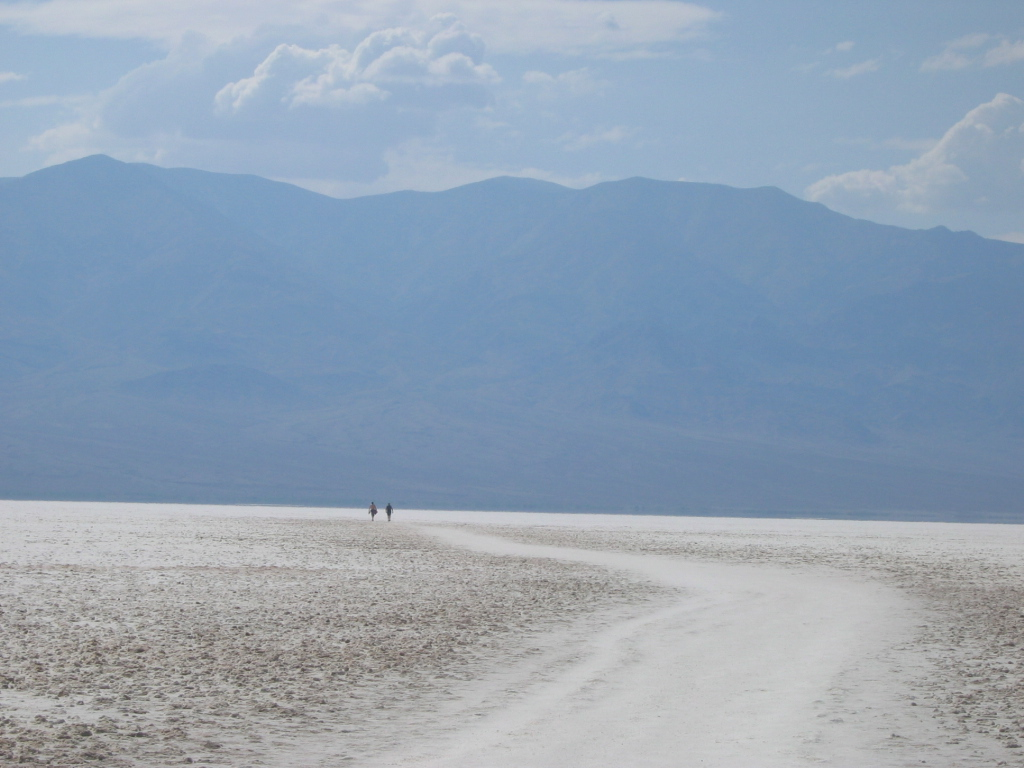
Трасса сверхмарафона Бэдуотер

### Многократные Бэдуотеры
В 1989 году Том Кроуфорд и Ричард Беньо сделали первый двойной Бэдуотер, названный «Долина смерти 300», пробежав от Бэдуотера до вершины горы Уитни и обратно в Бэдуотер.
В 1994 году Скотт Вебер сделал первый тройной Бэдуотер, пройдя от вершины горы Уитни до Бэдуотера, затем вернувшись из Бэдуотера на вершину горы Уитни и затем пройдя от вершины горы Уитни обратно в Бэдуотер за 10 дней. Первый этап тройного Бэдуотера также был пройден в одиночку без посторонней помощи: Вебер толкал немодифицированную тележку «baby jogger» со своими припасами от оазиса к оазису, расположенными на расстоянии 20—30 миль (32—48 км) один от другого.
В 2001 году Маршалл Ульрих стал первым бегуном, который завершил «Badwater Quad», состоящий из двух последовательных «Долин смерти 300», в общей сложности четыре последовательных пробега Бэдуотер — Уитни. Дистанцию, превышающую двадцать два марафона, он завершил за десять дней.
В 2003 году Сойер Манудж стал первым азиатом-американцем, который завершил двойной Бэдуотер.
В 2012 году Терри Абрамс в 54 года стала первой женщиной, которая завершила в одиночку тройной Бэдуотер 146 (438 миль), включающий два подъёма на вершину горы Уитни. Она также является самой старшей женщиной, которая завершила двойной Бэдуотер (292 мили).
В 2014 году 54-летняя Лиза Смит-Бэтчен стала первой женщиной, которая завершила «Badwater Quad» (584 мили) за 15 дней.

### Кубок Долины Смерти
Каждый участник, который завершил и Бэдуотер, и велогонку Furnace Creek 508 (также проводимую в Долине Смерти) в течение одного календарного года, награждался Кубком Долины Смерти. Показав 71:33.45 (Бэдуотер 33:01 (1 место) и Furnace Creek 38:32.45 (16 место)) в 1996 году, «Единорог» Маршалл Ульрих стал первым, кто завершил Кубок Долины Смерти. «Морской лев» Канаме Сакурай (Япония) в 2000 году улучшил рекорд до 60:24.10 (Бэдуотер 33:01 (3 место) и Furnace Creek 32:31.56 (2 место)). «Водяной Дракон» Чарльз Энгл в 2009 году установил рекорд Кубка Долины Смерти с общим временем 59:04.36. Он пробежал Бэдуотер за 25:45.11 (4 место) и проехал Furnace Creek за 33:19.25 (4 место).
Первой женщиной, завершившей Кубок Долины Смерти, стала в 1999 году с результатом 80:44.40 «Кэт» Анжелика Кастанеда (Бэдуотер 36:58 (1 место и 8 в общем зачете) и Furnace Creek 43:46.40 (3 место и 18 в общем зачете)). В 2008 году «Дик Дик» Шанна Армстронг улучшила рекорд Кастанеды до 65:47.08 (Бэдуотер 31:16.10 (3 место и 7 в общем зачете) и Furnace Creek 34:30.58 (5 место и 24 в общем зачете)).
Из-за изменения политики национального парка Долина Смерти проведение соревнований по велоспорту в парке было запрещено. В 2013 году гонка была сокращена до 353 миль от Санта-Клариты до Троны и обратно. В 2014 году гонка, сохранив общий формат и длину 508 миль, под названием «Silver State 508» была перенесена в штат Невада.

### Кубок Мира Бэдуотер (BWWC)
Кубок Мира Бэдуотер (англ. Badwater World Cup (BWWC)) состоит из
- Бэдуотер (пробег в пустыне)
- Brazil 135 Ultramarathon (пробег в горах)
- Arrowhead 135[англ.] (пробег в снегу)
- Europe 135

## Победители
| Год                             | Дата                            | Мужчины                                                                | Время                                                                  | Женщины                                                                | Время                                                                  | Видео/Фото/ Кинограмма                                                 |
| Бэдуотер 146 (146 миль (235 км) | Бэдуотер 146 (146 миль (235 км) | Бэдуотер 146 (146 миль (235 км)                                        | Бэдуотер 146 (146 миль (235 км)                                        | Бэдуотер 146 (146 миль (235 км)                                        | Бэдуотер 146 (146 миль (235 км)                                        | Бэдуотер 146 (146 миль (235 км)                                        |
| дневной старт                   | дневной старт                   | дневной старт                                                          | дневной старт                                                          | дневной старт                                                          | дневной старт                                                          | дневной старт                                                          |
| ------------------------------- | ------------------------------- | ---------------------------------------------------------------------- | ---------------------------------------------------------------------- | ---------------------------------------------------------------------- | ---------------------------------------------------------------------- | ---------------------------------------------------------------------- |
| 1987                            | 31 июля — 5 августа             | Том Кроуфорд                                                           | 2⋮10:57.34 MR                                                          | Элинор Адамс                                                           | 2⋮04:45.00 MR                                                          |                                                                        |
| 1988                            | 28[уточнить] июля               | Чак Джонс                                                              | 45:54.00 MR                                                            | Линда Элам                                                             | 2⋮13:47.00                                                             |                                                                        |
| ночной старт                    |                                 |                                                                        |                                                                        |                                                                        |                                                                        |                                                                        |
| 135/146 миль                    |                                 |                                                                        |                                                                        |                                                                        |                                                                        |                                                                        |
| 1989                            | 26[уточнить] июля               | Том Поссерт                                                            | 36:10.30 MR                                                            | Барбара Альварес Анжелика Кастанеда                                    | 2⋮05:02.10 MR                                                          |                                                                        |
| Бэдуотер 135 (135 миль (217 км) |                                 |                                                                        |                                                                        |                                                                        |                                                                        |                                                                        |
| 1990                            | 25[уточнить] июля               | Том Поссерт -2-                                                        | 27:56.20 MR                                                            | Барбара Альварес -2- Анжелика Кастанеда -2-                            | 39:27.00 MR                                                            |                                                                        |
| 1991                            | 24—26 июля                      | Маршалл Ульрих                                                         | 26:34.10 MR                                                            | Бонни Бойер                                                            | 36:19.20 MR                                                            |                                                                        |
| 1992                            | 22—24 июля                      | Маршалл Ульрих -2-                                                     | 26:18.00 MR                                                            | —                                                                      | —                                                                      |                                                                        |
| 1993                            | 14—16 июля                      | Маршалл Ульрих -3-                                                     | 28:53.00                                                               | —                                                                      | —                                                                      |                                                                        |
| 1994                            | 27—29 июля                      | Билл Менард                                                            | 32:00.33                                                               | Джуди Оверхольтцер                                                     | 46:57.50                                                               |                                                                        |
| 1995                            | 26—28 июля                      | Билл Менард -2-                                                        | 34:15.19                                                               | Джуди Оверхольтцер -2-                                                 | 40:44.01                                                               |                                                                        |
| дневной старт                   |                                 |                                                                        |                                                                        |                                                                        |                                                                        |                                                                        |
| 1996                            | 25—27 июля                      | Маршалл Ульрих -4-                                                     | 33:01.00                                                               | Джуди Оверхольтцер -3-                                                 | 41:13.00                                                               |                                                                        |
| 1997                            | 17—19 июля                      | Дэвид Джонс                                                            | 29:10                                                                  | Лиза Смит                                                              | 37:01                                                                  |                                                                        |
| 1998                            | 16—18 июля                      | Гэбриел Флорес                                                         | 28:09                                                                  | Лиза Смит -2-                                                          | 37:33                                                                  |                                                                        |
| 1999                            | 15—17 июля                      | Эрик Клифтон                                                           | 27:49                                                                  | Анжелика Кастанеда -3-                                                 | 36:58                                                                  |                                                                        |
| 2000                            | 27—29 июля                      | Анатолий Кругликов                                                     | 25:09.05 MR                                                            | Ирина Реутович                                                         | 29:48.27 MR                                                            | Видео                                                                  |
| 2001                            | 25—27 июля                      | Майкл Тревино                                                          | 28:18.12                                                               | Энн Лангстафф                                                          | 40:13.40                                                               |                                                                        |
| 2002                            | 23—25 июля                      | Даррен Уортс                                                           | 32:38.57                                                               | Пэм Рид                                                                | 27:56.47 MR                                                            |                                                                        |
| 2003                            | 22—24 июля                      | Дин Карнасис                                                           | 28:51.26                                                               | Пэм Рид -2-                                                            | 28:26.52                                                               |                                                                        |
| 2004                            | 12—14 июля                      | Дин Карнасис -2-                                                       | 27:22.48                                                               | Моника Шольц                                                           | 29:22.29                                                               |                                                                        |
| 2005                            | 11—13 июля                      | Скотт Джурек                                                           | 24:36.08 MR                                                            | Пэм Рид -3-                                                            | 30:29.55                                                               |                                                                        |
| 2006                            | 24—26 июля                      | Скотт Джурек -2-                                                       | 25:41.18                                                               | Моника Шольц -2-                                                       | 32:07.01                                                               |                                                                        |
| 2007                            | 23—25 июля                      | Валмир Нуньеш                                                          | 22:51.29 MR                                                            | Лиза Блисс                                                             | 34:33.40                                                               | Видео (часть 1) + (часть 2) (англ.), слайды (англ.)                    |
| 2008                            | 14—16 июля                      | Хорхе Пачеко                                                           | 23:20.16                                                               | Джейми Дональдсон                                                      | 26:51.33 MR                                                            |                                                                        |
| 2009                            | 13—15 июля                      | Маркос Фариназзо                                                       | 23:39.18                                                               | Джейми Дональдсон -2-                                                  | 27:20.18                                                               |                                                                        |
| 2010                            | 12—14 июля                      | Зак Джинджерич                                                         | 24:44.48                                                               | Джейми Дональдсон -3-                                                  | 26:16.12 MR                                                            |                                                                        |
| 2011                            | 11—13 июля                      | Освальдо Лопес                                                         | 23:41.40                                                               | Сумие Инагаки                                                          | 28:49.27                                                               |                                                                        |
| 2012                            | 16—18 июля                      | Майкл Мортон                                                           | 22:52.55                                                               | Сумие Инагаки -2-                                                      | 29:53.09                                                               |                                                                        |
| 2013                            | 15—17 июля                      | Карлос Альберто Гомес де Са                                            | 24:38.16                                                               | Кэтрин Тодд                                                            | 29:55.29                                                               |                                                                        |
| 2014                            | 21—23 июля                      | Харви Льюис                                                            | 23:52.55                                                               | Элисон Венти                                                           | 28:37.28                                                               |                                                                        |
| ночной старт                    |                                 |                                                                        |                                                                        |                                                                        |                                                                        |                                                                        |
| 2015                            | 28—30 июля                      | Пит Костельник                                                         | 23:27.10 MR                                                            | Никки Винд                                                             | 27:23.27 MR                                                            |                                                                        |
| 2016                            | 18—20 июля                      | Пит Костельник -2-                                                     | 21:56.32 MR                                                            | Элисон Венти -2-                                                       | 25:53.07 MR                                                            | Видео (часть 1) + (часть 2) + (часть 3) (англ.)                        |
| 2017                            | 10—12 июля                      | Ватару Ино                                                             | 24:56.19                                                               | Сандра Виллинес                                                        | 34:34.43                                                               | Видео (англ.)                                                          |
| 2018                            | 23—25 июля                      | Микеле Гралья                                                          | 24:51.47                                                               | Бренда Гуахардо                                                        | 28:23.10                                                               |                                                                        |
| 2019                            | 15—17 июля                      | Ёсихико Исикава                                                        | 21:33.01 MR                                                            | Патриция Березновска                                                   | 24:13.24 MR                                                            |                                                                        |
| 2020                            | 6—8 июля                        | Не состоялся из-за ситуации с пандемией COVID-19 и стихийного бедствия | Не состоялся из-за ситуации с пандемией COVID-19 и стихийного бедствия | Не состоялся из-за ситуации с пандемией COVID-19 и стихийного бедствия | Не состоялся из-за ситуации с пандемией COVID-19 и стихийного бедствия | Не состоялся из-за ситуации с пандемией COVID-19 и стихийного бедствия |
| 2021                            | 19—21 июля                      | Харви Льюис -2-                                                        | 25:50.23                                                               | Салли Макрей                                                           | 30:48.47                                                               |                                                                        |
| 2022                            | 11—13 июля                      | Ёсихико Исикава -2-                                                    | 23:08.20                                                               | Эшли Полсон                                                            | 24:09.34 MR                                                            |                                                                        |
| 2023                            | 4—6 июля                        | Симен Холвик                                                           | 22:28.08                                                               | Эшли Полсон -2-                                                        | 21:44.35 MR                                                            |                                                                        |
| 2024                            | 22—24 июля                      | Шон Бёрк                                                               | 23:29.00                                                               | Лина Калисканер                                                        | 27:36.27                                                               | Пробег (англ.), Бёрк (англ.), Калисканер (англ.)                       |
| 2025                            | 7—9 июля                        | Симен Холвик                                                           | 21:47.45                                                               | Мариса Лизак                                                           | 25:07.31                                                               |                                                                        |
| 2026                            | 27—29 июля                      |                                                                        |                                                                        |                                                                        |                                                                        |                                                                        |

### Комментарии
1. ↑  время 37:10.40
2. ↑  Том Поссерт, финишировавший первым, был дисквалифицирован за незаконную помощь на трассе (команда тащила его вверх по Уитни)[3]
3. ↑  Через 2 месяца он выиграл ЧМ в суточном беге в Катовице (Польша) с рекордом ЧМ и США — 277,543 км